# Goniodoris regalis
Goniodoris regalis Forbes, 1844 è un mollusco nudibranchio della famiglia Goniodorididae, dall'incerto status tassonomico.
La specie figurava nell'Indice sistematico dei Nudibranchia di Gary R. McDonald del 2006.
Il World Register of Marine Species le assegna lo status di nomen dubium, di incerto significato tassonomico, in quanto non esiste un olotipo e la descrizione originale è troppo generica.
L'epiteto specifico deriva dal latino regalis, degno di un re.